# Residentie van de markies de la Tourette

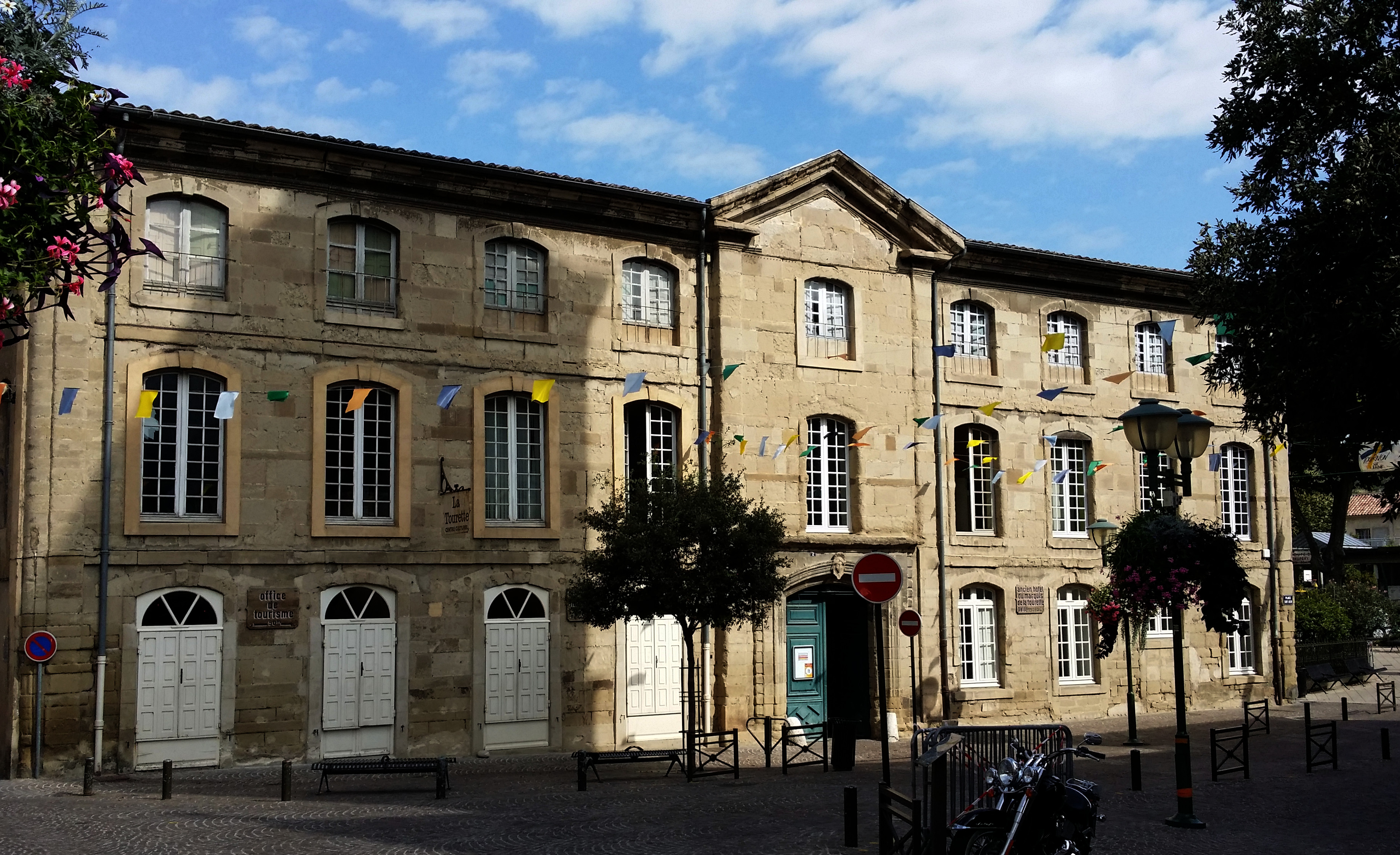
Paleis van de Markies de la Tourette. Tournon-sur-Rhône, Frankrijk.

De residentie van de markies de la Tourette (17e en 18e eeuw) staat in Tournon-sur-Rhône, nabij de rechteroever van de Rhône in het Frans departement Ardèche. Het bevindt zich aan de Place Saint-Julien, naast de kerk Saint-Julien.

## Historiek
Het oudste deel van  het gebouw dateert van de 17e eeuw. Een wenteltrap dateert uit deze periode. In de 18e eeuw werd  het gebouw belangrijk uitgebouwd, en dit in meerdere fasen. Het grootste bouwproject werd uitgevoerd op vraag van de markies de la Tourette. De markies was een van de rijkste burgers van het departement Ardèche. Hij profiteerde van de afbraak van een deel van de kerk Saint-Julien om een vleugel bij zijn paleis bij te zetten. Het fronton in de voorgevel dateert van de bouwperiode van de markies. Dit geldt ook voor de traphal met bas-reliëf.
In 1936 erkende het ministerie van Cultuur het gebouw als monument historique van Frankrijk.
In 1951 werd de residentie eigendom van de gemeente Tournon-sur-Rhône. De gemeente vestigde er de diensten Cultuur en Toerisme, alsook de openbare bibliotheek. Enkel de binnenplaats is te bezichtigen.